# メリークリスマス、、、。
「メリークリスマス、、、。」は、風味堂の10枚目のシングル。発売日は2007年12月5日。発売元はビクターエンタテインメント。

## 解説
原由子とのコラボレーション（ハラフウミ）「夢を誓った木の下で」から2ヶ月連続のシングル。
曲が完成したのは2006年11月で、2006年12月25日にJ-WAVEで放送の『CHRISTMAS DRAMA SPECIAL DoCoMo presents よしもとばなな「ハゴロモ」』のテーマソングに使用された他、同じ頃のFM802のOSAKAN HOT 100にもラジオオンエアの得点のみでランクインしていた。だが、歌詞の内容から多くの人々に知ってほしい・大切にしたい曲ということで曲にちなんだミュージックビデオの作成を企画。しかし急であり、完成披露が2007年にずれ込むことが決定的となったために2007年の12月へリリースを変更。
ミュージックビデオは、公式サイトで募ったカップルの1年間の写真が使われている。撮影開始は2006年12月24日で撮影終了は2007年12月24日。翌日25日に完成した。しかしCD発売日に公開されたビデオは2007年10月26日までの7403枚。
風味堂はこの曲を『ピアノトリオ「風味堂」による永遠のクリスマスソング』と位置づけている。また多くの楽曲が消えていく中でどうしたら長く愛してもらえるだろうかをコンセプトに掲げている。

## 収録曲
1. メリークリスマス、、、。
作詞・作曲：渡和久／編曲：山本隆二
「 ”一年先のこの日まで連れて行くからね”構想、発表から一年。音楽業界史上初の試み。ピアノトリオ「風味堂」による“永遠のクリスマスソング”。 」をコピーとして宣伝された曲[1]。
2. そっとLove Song...
作詞・作曲：渡和久／編曲：山本隆二
「ザ・プレミアム・カルピス」のCMソング。
『風味堂3』からのシングルカットとなる。
3. ケサラ （LIVE AT DUO Music Exchange 06.05.24） <渡 和久×矢野真紀>
作曲：ジミー・フォンタナ／編曲：渡和久

## PV
ミュージックビデオには、風味堂公式サイトで募った関東在住のカップルが出演している。2006年12月24日からはじまり2007年12月24日に全撮影が終了した。25日以前に公開されていたものは2007年10月26日までのもので、12月25日に365日全てのミュージックビデオが完成し公開された。